# 共产党 (丹麦)
共产党（丹麥語：Kommunistisk Parti，缩写为KP）是丹麦的一个共产主义政党。该党成立于2006年，由丹麦共产党/马列和共产主义统一合并而成。该党的意识形态是共产主义、马克思列宁主义、反修正主义。该党出版《工人日报》。